# John Broadwood
John Broadwood (6 de outubro de 1732 - 17 de julho de 1812) foi o fundador escocês da fabricante de pianos Broadwood and Sons.

## Vida
Broadwood nasceu em 6 de outubro de 1732 e foi batizado em 15 de outubro de 1732 em St Helens, Cockburnspath em Berwickshire, e cresceu em Oldhamstocks, East Lothian. Ele herdou a profissão de seu pai James Broadwood (nascido em 1697 em Oldhamstocks), a de carpinteiro / marceneiro, e quando jovem caminhou de Oldhamstocks a Londres, uma distância de quase 400 milhas (640 km), onde trabalhou para o fabricante de cravo Burkat Shudi. Burkat Shudi morreu em 1773 e John Broadwood assumiu o controle da empresa de seu cunhado em 1783.

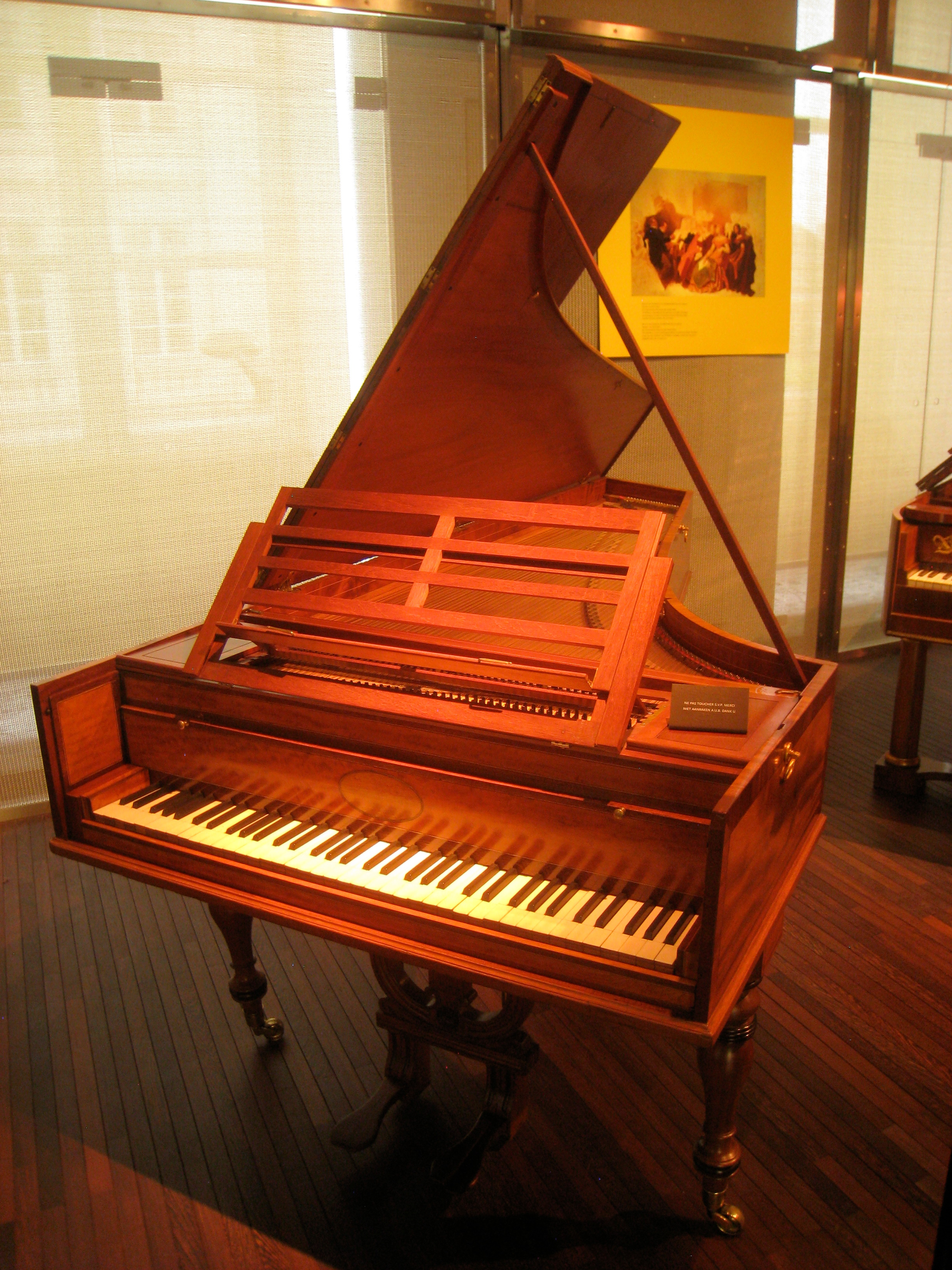
Um piano de cauda Broadwood de 1810, agora no Museu de Instrumentos Musicais em Bruxelas

Broadwood é creditado, juntamente com Robert Stodart, fundador de outra famosa empresa de fabricantes de pianos, por ajudar Americus Backers a aperfeiçoar a Grande Ação Inglesa, que permaneceu em uso por muitos fabricantes praticamente inalterada por 70 anos e, no caso de Broadwoods por mais de 100 anos, e continuou em uso em várias formas melhoradas até os primeiros anos do século 20. Com o tempo, suas vendas de pianos excederam as de cravos, a ponto de deixar de fabricar cravos em 1793. Ele morreu em Londres. Outras inovações técnicas de Broadwood na fabricação de pianos incluem: adicionar uma ponte separada para as notas graves, patentear o pedal de piano em 1783 e expandir a faixa de cinco oitavas então padrão para cima em meia oitava, em resposta a um pedido de Dussek, e depois em meia oitava para baixo.
Como empresa, a Broadwood and Sons prosperou e foi passada para as mãos de seus filhos, James Shudi Broadwood e Thomas Broadwood.